# Focaccia di Susa
La focaccia di Susa è una focaccia dolce riconosciuta come Prodotto Agroalimentare Tradizionale (P.A.T.) italiano. Viene prodotta in Piemonte ed in particolare in Valle di Susa.

## Origine
La produzione della focaccia dolce (couroun, in piemontese, dolce di Natale e Capodanno) è tipica della zona compresa tra Susa e Oulx e sicuramente antica, ed è oggi offerta in commercio, quotidianamente, dai fornai segusini col nome di
Focaccia di Susa.
Una ricetta manoscritta risalente al 1870 resta a dimostrare la continuità della produzione almeno negli ultimi 150 anni. 
Con la Seconda guerra mondiale le tradizionali farine di origine locale vennero in parte sostituite con quelle ottenute da varietà di origine nordamericana come il grano Manitoba, di più facile lavorazione. Furono inoltre aumentate le quantità di burro e di zucchero presenti nel prodotto finito.

## Preparazione

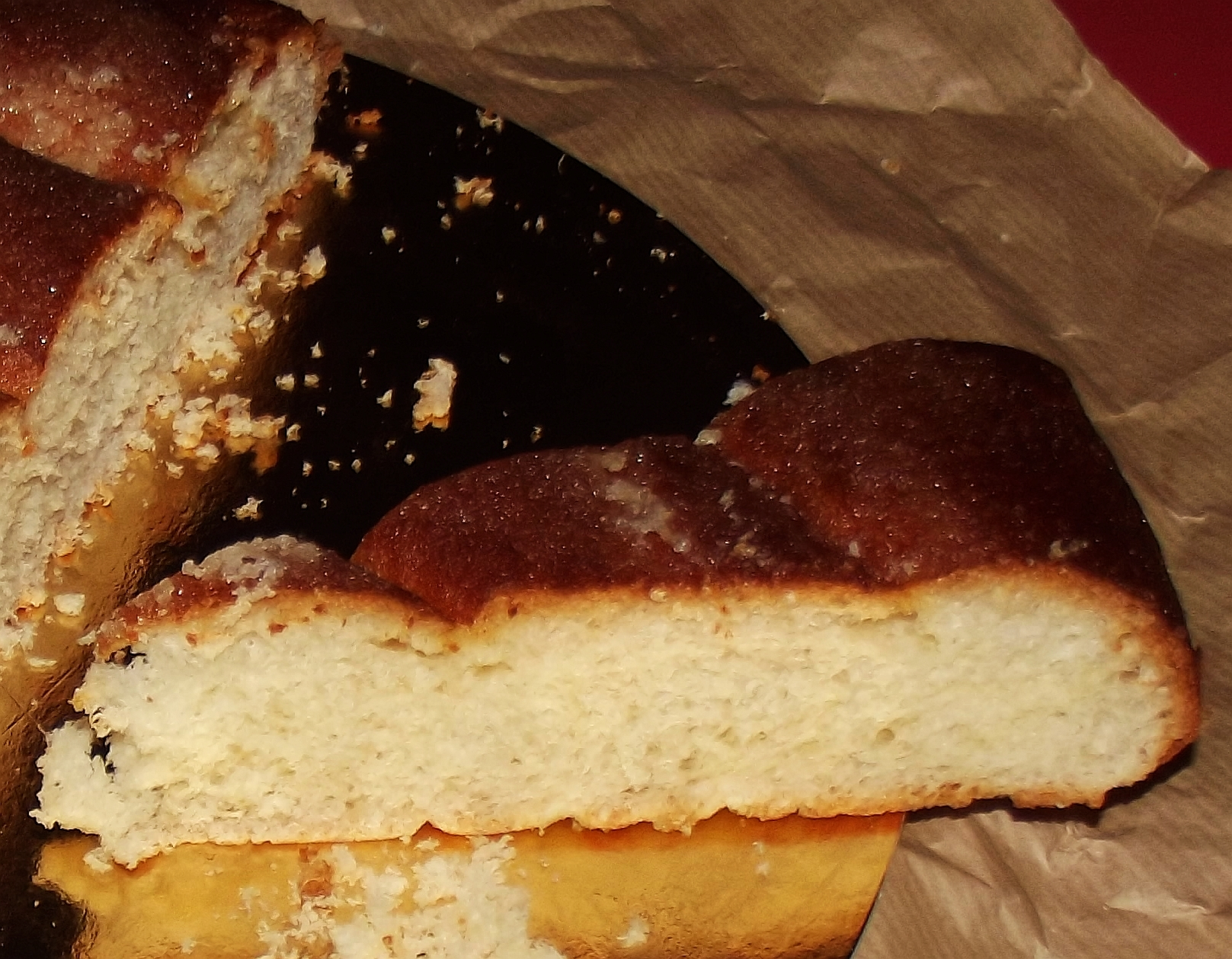
Una fetta di focaccia di Susa

Farina, uova, burro e zucchero vengono impastati per ottenere un insieme omogeneo e dalla consistenza spugnosa al quale vengono aggiunti il sale e, da ultimo, il lievito. L'impasto viene poi lasciato lievitare per circa 4 ore e suddiviso in dischi di 30-50 centimetri di diametro e di un paio di cm di spessore. La focaccia viene poi rialzata sui bordi e cosparsa in superficie di zucchero, il quale si caramellerà parzialmente in fase di cottura, dando alla superficie del dolce una consistenza lievemente croccante ed un caratteristico colore scuro. Sulla superficie possono essere praticate come decorazione scanalature di diverse forme scelte a seconda delle occasioni e del momento dell'anno, quali croci, stelle, ferri di cavallo, cuori, colombe…

## Manifestazioni
La focaccia di Susa è protagonista della manifestazione attualmente denominata Focacciando - La sagra del paniere di Susa: la focaccia e altre delizie, che si tiene d'autunno nella città di Susa.